# Elateroides
Elateroides är ett släkte av skalbaggar. Elateroides ingår i familjen varvsflugor.
Kladogram enligt Catalogue of Life:
| Elateroides | \| \| bredhalsad varvsfluga \| \| \| \| \| \| Elateroides flabellicornis \| \| \| \| \| \| Elateroides lugubris \| \| \| \| |
|             | \| \| bredhalsad varvsfluga \| \| \| \| \| \| Elateroides flabellicornis \| \| \| \| \| \| Elateroides lugubris \| \| \| \| |
|             | Arractocetus |
|             | |
|             | Atractocerus |
|             | |
|             | Australymexylon |
|             | |
|             | Fusicornis |
|             | |
|             | Hylecoetus |
|             | |
|             | Hymaloxylon |
|             | |
|             | Lymexylon |
|             | |
|             | Melittomma |
|             | |
|             | Melittommopsis |
|             | |
|             | Protomelittomma |
|             | |
|             | Raractocetus |
|             | |
|             | Urtea |
|             | |
|             | bredhalsad varvsfluga |
|             | |
|             | Elateroides flabellicornis                                                                                                  |
|             | |
|             | Elateroides lugubris |
|             | |

|  | bredhalsad varvsfluga      |
|  |                            |
|  | Elateroides flabellicornis |
|  |                            |
|  | Elateroides lugubris       |
|  |                            |